# Heterischnus debilis
Heterischnus debilis là một loài tò vò trong họ Ichneumonidae.